# Козинець Дмитро Іванович
Козинець Дмитро Іванович (26 жовтня 1906, місто Суми  — 20 січня 1970, місто Харків) — український артист, соліст, Заслужений артист УРСР.

## Біографія
Козинець Дмитро Іванович народився 26 жовтня (8 листопада) 1906 року в місті Суми. 
У 1941 році закінчив Харківську консерваторію, клас професора П.В.Голубєва. 
Помер 20 січня 1970 року в Харкові.

## Кар’єра та творчість
З 1946 по 1958 рік — соліст Харківського театру опери та балету імені М. Лисенка. 
Вокальний репертуар був надзвичайно різноманітний і включав такі важливі партії[джерело?]:
Султан — «Запорожець за Дунаєм» (Гулака-Артемовський),
Богдан — «Богдан Хмельницький» (Костянтин Данькевич),
Євгеній Онєгін і Мазепа — у творах Петра Чайковського,
Демон — Антона Рубінштейна,
Ігор — «Князь Ігор» (Олександр Бородін),
Амонасро — «Аїда» (Джузеппе Верді), Ріґолетто — в однойменній опері Джузеппе Верді,
Також виконані ролі Бориса в «Борисі Годунові» Модеста Мусоргського, за який отримав Сталінську премію 3-го ступеня в 1952 році.

## Нагороди та визнання
Козинець Дмитро Іванович у 1951 році отримав почесне звання Заслужений артист УРСР. 
У 1952 році відзначений Сталінською премією 3-го ступеня за видатні заслуги[джерело?].